# Marc Vitruvi Vac
Marc Vitruvi Vac (en llatí Marcus Vitruvius Vaccus) va ser el cap de la revolta de la gent de Fundi (fundani) i Privernum (privernates) contra Roma l'any 330 aC. Era un home de gran reputació tant a Fundi com a Roma, on tenia una casa al Palatí.
El cònsol Luci Plauci Vennó va ser enviat per reprimir la revolta cosa que va fer sense problemes. Quan va conquerir la ciutat de Privernum, Vitruvi Vac va ser fet presoner i va participar en el triomf del cònsol. Després va ser executat. L'estat va confiscar les seves propietats, es va destruir la casa del Palatí, i el solar on es trobava es va anomenar Vacci Prata.